# Severino Franco da Silva
Lagarto (Pelotas, Brasil, 17 de junio de 1898-Porto Alegre, Brasil, 5 de marzo de 1972) fue un futbolista de Brasil que jugó en la posición de delantero.

## Carrera

### Club
| Periodo   | Club                   |
| --------- | ---------------------- |
| 1915-1917 | Guarany de Bagé        |
| 1917-1924 | Gremio de Porto Alegre |
| 1924-1932 | Fluminense FC          |

### Selección nacional
Jugó para Brasil en cuatro ocasiones en la Copa América 1925 donde anotó cuatro goles y fue finalista del torneo.

## Logros
- Campeonato citadino de Porto Alegre: 1919, 1920, 1921, 1922
- Campeonato Gaúcho: 1921, 1922
- Campeonato Carioca: 1924